# Piedras esculpidas de Aberlemno

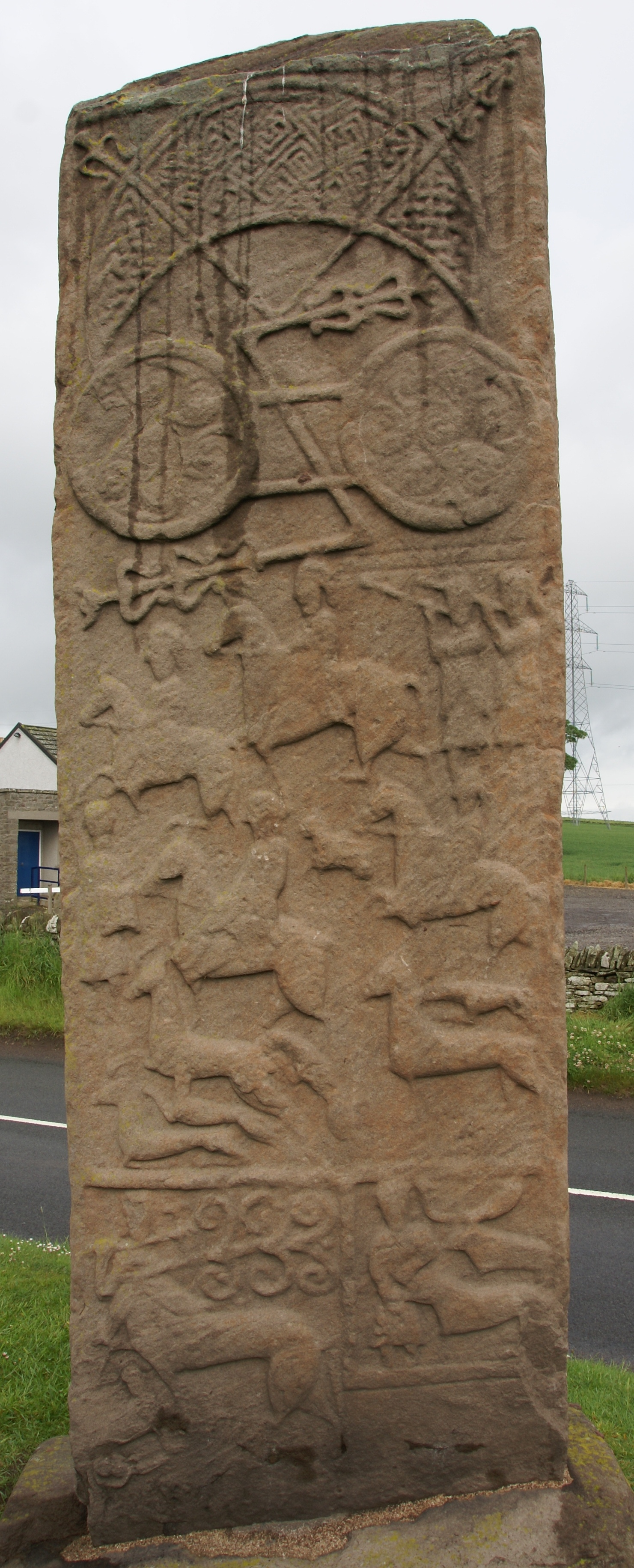
Aberlemno 3, dorso con escena de caza.

Las Piedras esculpidas de Aberlemno son una serie de cinco piedras pictas erguidas de clase I y II de la Alta Edad Media encontradas en el pueblo de Aberlemno, Angus (Escocia), y sus alrededores.
Aberlemno 1, 3 y 5 se encuentran en huecos en el muro de piedra seca al lado de la carretera en Aberlemno (referencia de cuadrícula NO522559). Aberlemno 2 se encuentra en el Kirkyard, a 300 metros al sur de las piedras del borde de la carretera (referencia de cuadrícula NO5223955554). En los últimos años, se ha intentado trasladar las piedras a un lugar interior para protegerlas de la intemperie, pero esto ha encontrado resistencia local y las piedras se protegen actualmente en invierno. Las piedras se cubren con cajas de madera desde el último día laborable de septiembre hasta el primer día laborable de abril.
Aberlemno 4, la Piedra de la Granja de Flemington, fue encontrada a 30 metros de la iglesia (referencia de la cuadrícula NO524556), y ahora está expuesta en las Galerías McManus de Dundee.

## Descripción

### Aberlemno 1

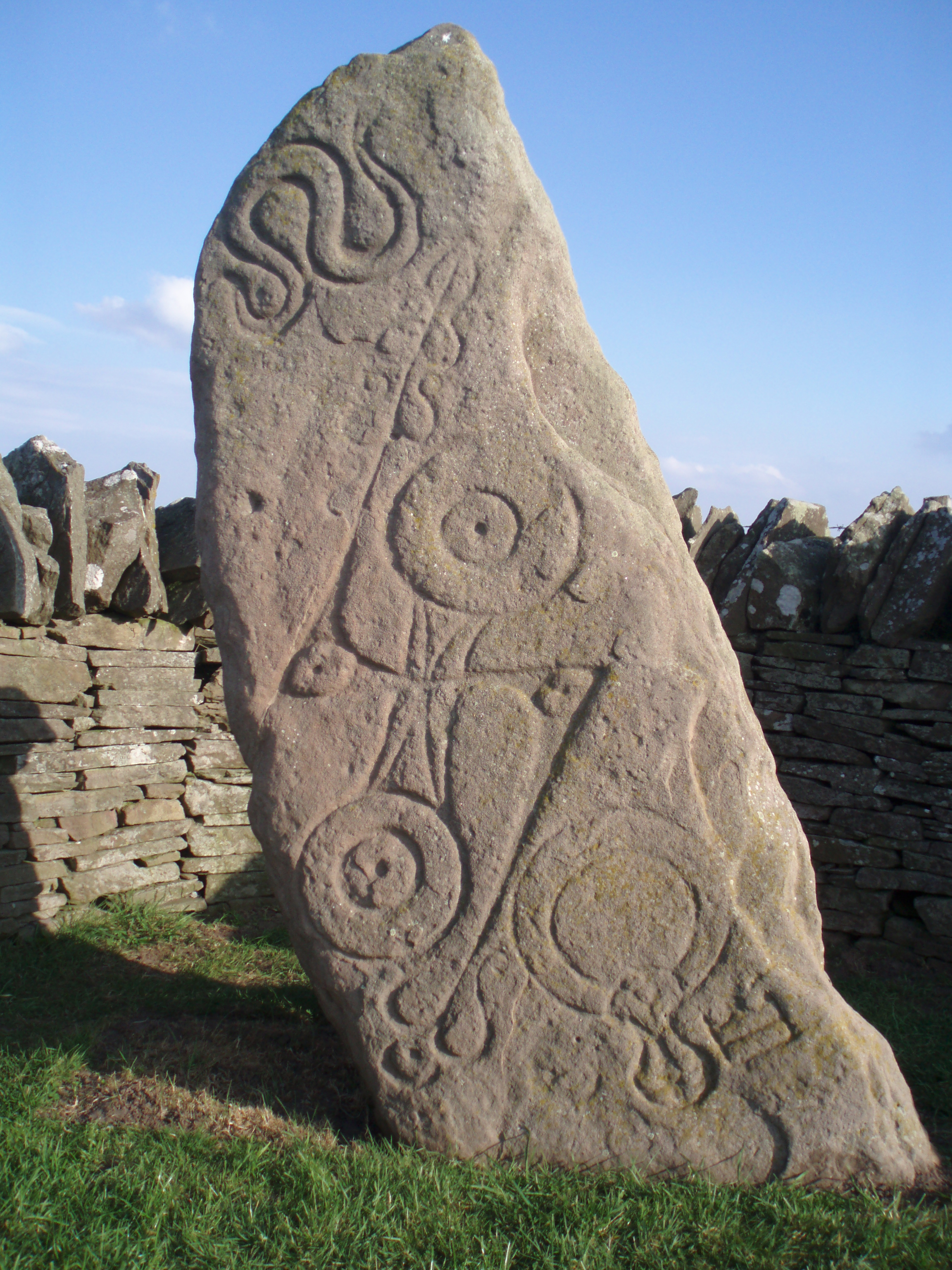
Aberlemno 1

Aberlemno 1 es la piedra central del camino. Se trata de una piedra en pie sin forma, con símbolos pictos incisos, que la definen, según el sistema de clasificación de J Romilly Allen y Joseph Anderson, como una piedra de clase I.
Los símbolos que aparecen en una de las caras son: la serpiente, el disco doble y la vara en forma de Z y el espejo y el peine. Se desconoce el significado de estos símbolos. Están profundamente incisos en una línea audaz y segura, y esta piedra se considera una de las piedras de símbolos pictos más finas y mejor conservadas que todavía se conservan en su posición original o cerca de ella. La otra cara de la piedra presenta marcas decazoleta y anillos prehistóricos, lo que demuestra que habría sido reutilizada.

### Aberlemno 2

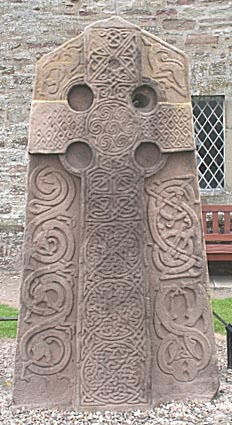
Aberlemno 2: piedra Kirkyard, clase II.

Aberlemno 2, encontrada en el kirkyard de Aberlemno, es una losa en forma de cruz, con símbolos pictos y cristianos en relieve, lo que la define como una piedra de clase II. La piedra, tallada en arenisca roja antigua, tiene 2,3 metros de altura, 1,3 metros de ancho en la base, se reduce a 0,9 metros de ancho en la parte superior y tiene un grosor de 0,2 metros.
La cara oeste lleva inscrita una cruz celta cuadrilobulada. La cruz lleva varios estilos de diseños celtas. Los brazos verticales llevan inscritos tres diseños de nudos distintos, y los horizontales, diseños de llaves. El redondel central tiene un diseño en espiral compuesto por tres trisqueles interconectados. Alrededor de la cruz hay una serie de diseños zoomórficos celtas que recuerdan a los diseños de Northumbria y al Libro de Kells.
La cara posterior presenta dos símbolos pictos, un rectángulo con muescas y una varilla en forma de Z y un disco triple. Debajo hay nueve figuras que se han interpretado como el relato de una batalla.
Hasta hace poco, se creía que databa de mediados del siglo VIII, pero análisis posteriores han sugerido una fecha de mediados del siglo IX.

### Aberlemno 3

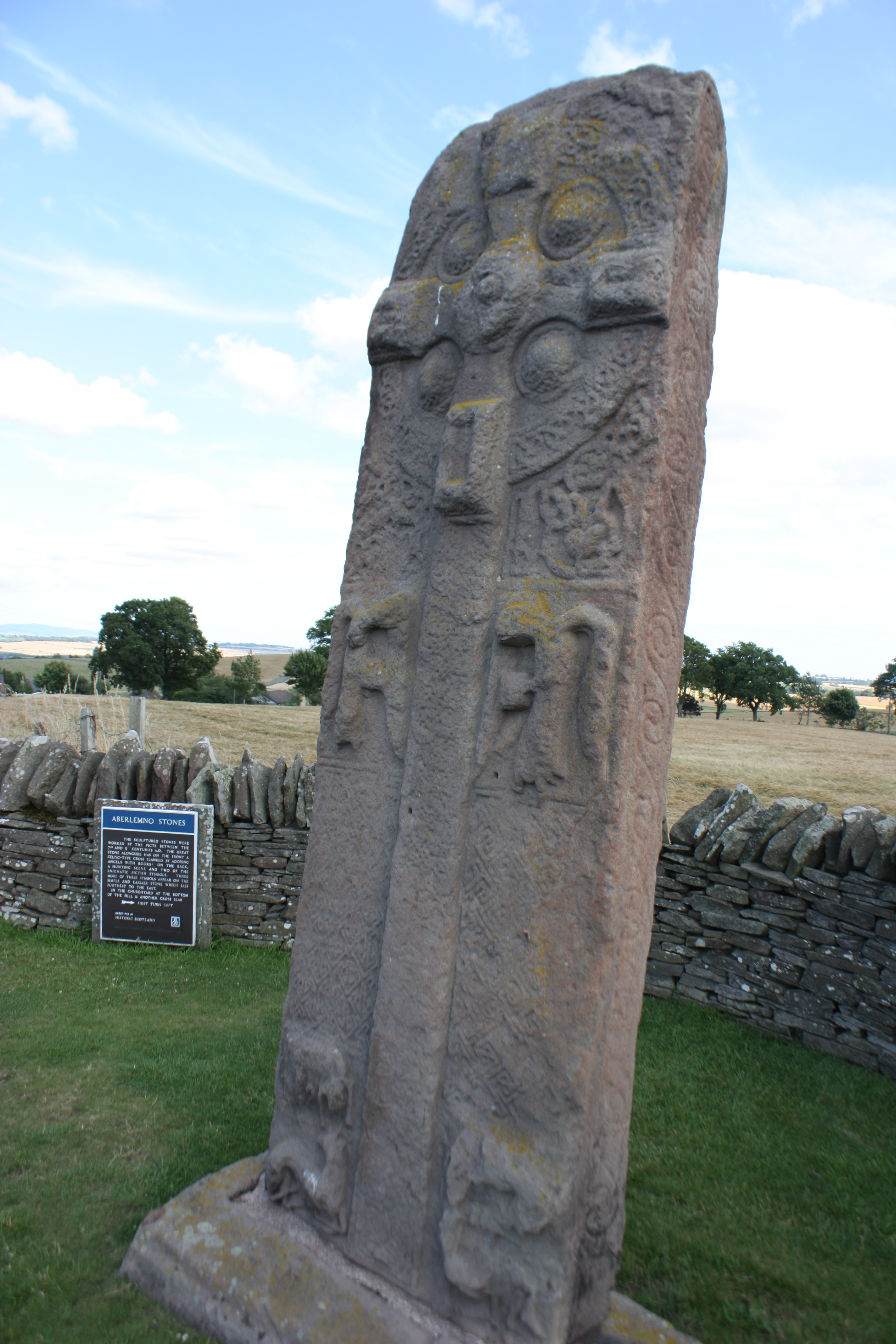
Aberlemno 3

La piedra occidental del borde de la carretera es otra piedra de clase II. Tiene una cruz anillada con una elaborada decoración flanqueada por ángeles adoradores en un lado, y una escena de caza en el reverso, debajo de dos grandes símbolos pictos. Esta piedra se conoce como Aberlemno 3. Hasta hace poco se pensaba que databa de finales del siglo VIII. Análisis comparativos más recientes han sugerido que puede ser de un origen posterior, de mediados del siglo IX.
Aberlemno 3 tiene unas proporciones diferentes a las de la losa cruzada del cementerio, siendo relativamente alta y delgada, con lados paralelos con decoración incisa (los de la otra losa cruzada son lisos). La altura del monumento y la decoración en las cuatro caras sugieren que es posterior a Aberlemno 2. Sus análogos artísticos más cercanos parecen ser las esculturas de Easter Ross, en el norte de Escocia, especialmente la piedra de Hilton of Cadboll —ahora en el Museo Nacional de Escocia—, que tiene una escena de caza muy similar.

### Aberlemno 4

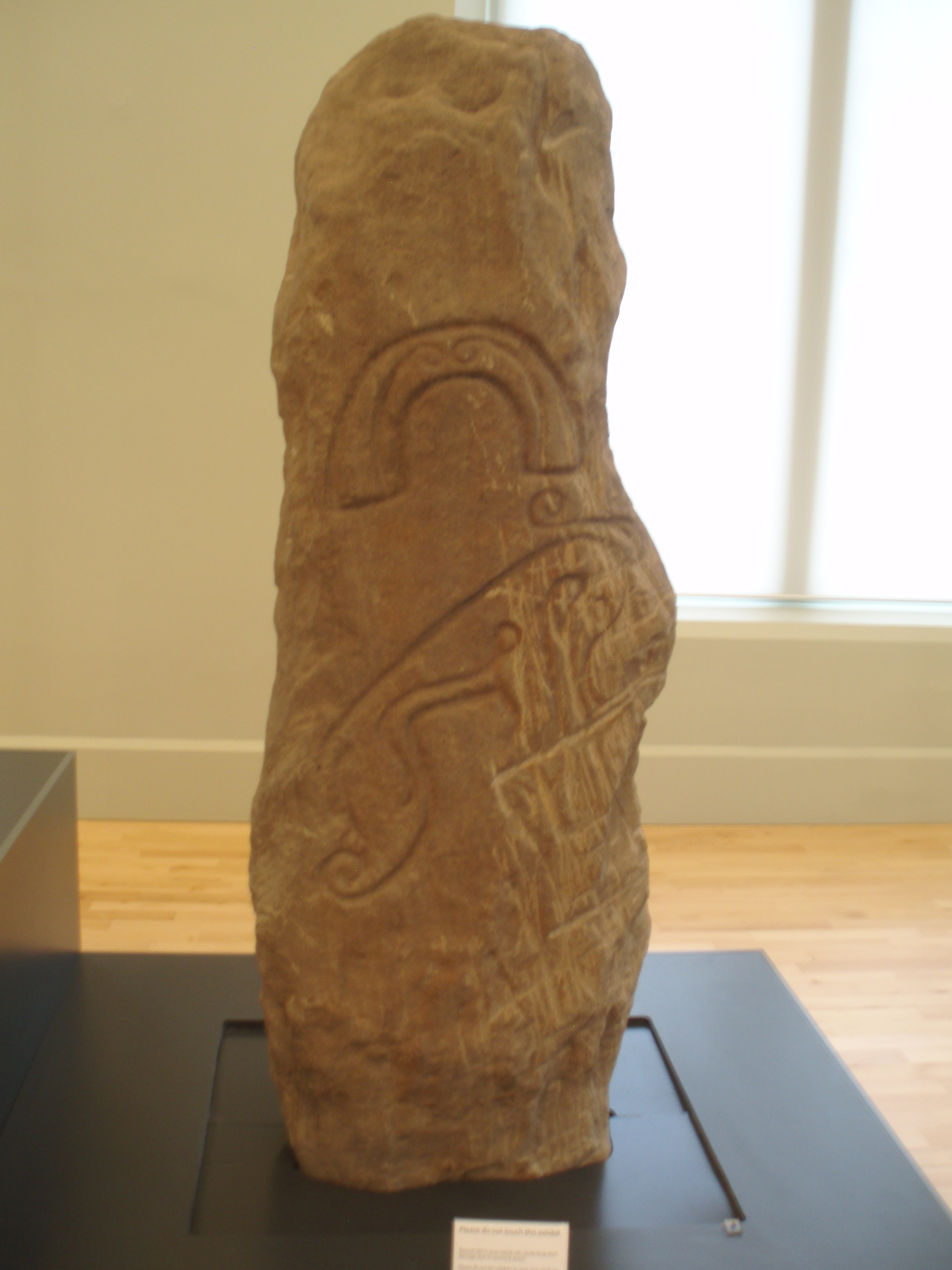
Aberlemno 4

Esta piedra, encontrada en 1961, tiene aproximadamente 1,5 metros de altura, 0,5 m de ancho y 0,3 m de grosor. Tiene símbolos incisos en una piedra sin trabajar, lo que la define según el sistema de clasificación de J Romilly Allen y Joseph Anderson como una piedra de clase I.  Hay dos símbolos, una herradura y una bestia picta. La parte anterior del símbolo de la bestia —mirando a la derecha— ha sufrido algunos daños debido a la labranza, pero sigue siendo fácilmente visible.

### Aberlemno 5
La piedra oriental de clase I está muy erosionada y los símbolos incisos son muy difíciles de distinguir. Se cree que esta piedra está inacabada o es una falsificación posterior. Esta piedra se conoce como Aberlemno 5.

## Escena de la batalla en Aberlemno 2

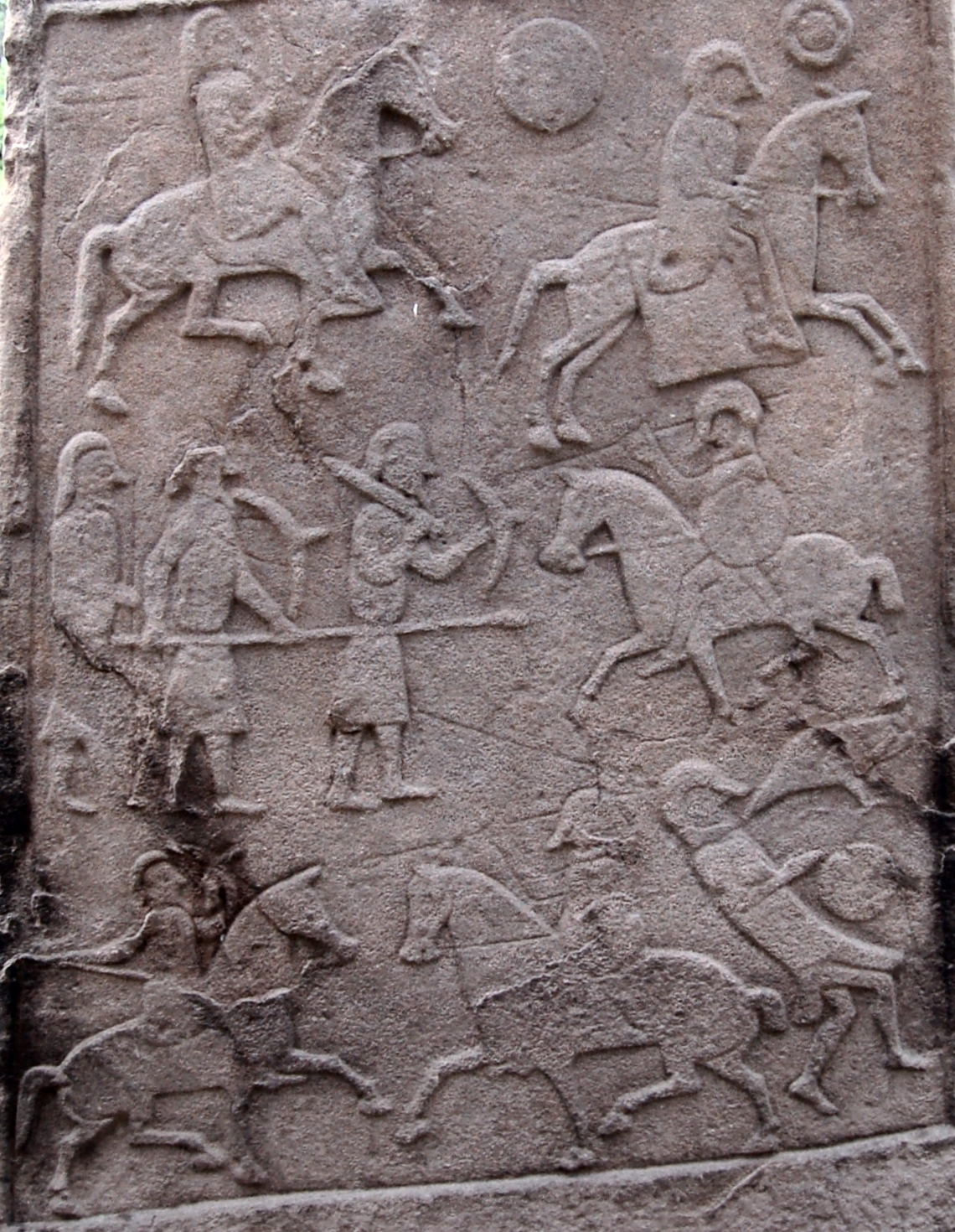
Piedra picta (Aberlenmo 2) en el patio de la iglesia de Aberlemno - detalle de la escena de batalla.

En la parte posterior de Aberlemno 2 hay una escena que muestra figuras humanas con armas, aparentemente involucradas en una batalla. Las figuras aparecen en tres filas. En la fila superior hay una sin casco a caballo que va detrás de un jinete con casco, posiblemente en persecución. El jinete con casco está armado con una lanza y parece haber dejado caer su espada y su escudo. La fila del medio muestra a un jinete con casco armado con una lanza y un escudo que se enfrenta a tres soldados de infantería sin casco armados con lanzas, espadas y escudos. La fila inferior muestra una figura montada y sin casco y una figura montada con casco enfrentadas, ambas armadas con lanzas. Detrás del jinete con casco hay un herido con casco, con un pájaro a su derecha.
La escena de la batalla se ha interpretado de numerosas maneras. El primer registro de la piedra realizado por Hector Boece, del siglo XVI, relaciona la escena con la Batalla de Barry —que ahora se sabe que no es auténtica desde el punto de vista histórico—:

82. Parem cladem nobilissimus Danorum manipulus est sortitus ad Aberlemnonem vicum vix a Bretheno, nunc civitate episcopali sede honestata, quatuor passuum millibus, qui a Scotis interceptus ibidem ferro occubuit. Quo loco ingens lapis est erectus. Huic animantium effigies nonnullis cum characteribus artificiose, ut tum fiebat, quae rem gestam posteritati annunciarent, sunt insculptae.
82. Una noble compañía de daneses sufrió una matanza similar cerca de la aldea de Aberlemno, un pueblo a cuatro millas de distancia de Brechin, actualmente una ciudad que posee el honor de una sede episcopal, que fue interceptada por los escoceses y pasada a cuchillo. Aquí se erigió una gran piedra, tallada con figuras realistas y una inscripción artísticamente grabada,— según las luces de aquellos días— para dejar constancia de este logro para la posteridad.

Esta interpretación persistió hasta bien entrado el siglo XIX,

 algún tiempo después de que el anticuario George Chalmers identificara Dunnichen como posible lugar de la batalla de Dunnichen.
Aunque Robert Stevenson, guardián del Museo de Antigüedades de Escocia, señaló en 1955 que los cascos representados en la piedra tenían un diseño general subromano y que era probable que las figuras con casco fueran pictos,  la similitud superficial de los cascos, con su largo nasal, con el casco anglosajón el yelmo de Coppergate encontrado en York en 1982 ha llevado a pensar que las figuras con casco son norumbrianas. Esto, unido a la proximidad de la piedra a Dunnichen (5 km al sur), hizo que el historiador Graeme Cruickshank interpretara que la escena era una representación de la batalla de Dunnichen.
La interpretación de Cruickshank, publicada en 1985, 1.300 años después de la batalla de Dunnichen, recibió una aceptación general, aunque se le ha criticado por sus sugerencias de que la piedra fue creada poco después de la batalla, en el año 685, cuando la opinión convencional de la época era que se había esculpido un siglo después.
La posterior identificación de Dunachton, en Badenoch, como segundo candidato al lugar de la batalla, y la datación revisada de la piedra a mediados del siglo IX, han debilitado un poco el argumento de Cruickshank, y se han hecho interpretaciones alternativas, como que la escena representa una batalla entre pictos y vikingos, o que es un monumento al rey picto del siglo VIII Oengus I, o incluso que representa una lucha espiritual.